# Hyalolaena bupleuroides
Hyalolaena bupleuroides là một loài thực vật có hoa trong họ Hoa tán. Loài này được (Schrenk) Pimenov & Kljuykov mô tả khoa học đầu tiên năm 1982.